# Acrotriche lancifolia
Acrotriche lancifolia là một loài thực vật có hoa trong họ Thạch nam. Loài này được Hislop mô tả khoa học đầu tiên năm 2007.